# Enhydrosoma minimum
Enhydrosoma minimum är en kräftdjursart som beskrevs av Jakobi 1955. Enhydrosoma minimum ingår i släktet Enhydrosoma och familjen Cletodidae. Inga underarter finns listade i Catalogue of Life.